# 格拉斯頓伯里森特 (康乃狄克州)
格拉斯頓伯里森特（英語：Glastonbury Center）是位於美國康乃狄克州哈特福縣的一個人口普查指定地區。

## 地理
格拉斯頓伯里森特的座標為41°42′44″N 72°36′31″W / 41.71222°N 72.60861°W，而該地最高點為海拔高度15米（即50英尺）。

## 人口
根據2010年美國人口普查的數據，格拉斯頓伯里森特的面積為12.70平方千米，當中陸地面積為12.30平方千米，而水域面積為0.00平方千米。當地共有人口7387人，而人口密度為每平方千米581人。